# Doryichthys martensii

Doryichthys martensii — вид прісноводних, бентопелагічних риб родини Syngnathidae. Зустрічається в Індонезії, Малайзії, Брунеї та Таїланді. Мешкає в річках і струмках, де, як повідомляється, харчується личинками комарів і виростає до максимальної довжини 15 см. Цей вид є яйцеживородним, де самці виношують яйця та народжують живих дитинчат. Самці можуть висиджувати яйця на маючи довжину 10,4 сантиметра (4,1 дюйм).

## Додаткова інформація
- Енциклопедія життя